# Leichtathletik-Weltmeisterschaften 2022/400 m Hürden der Frauen

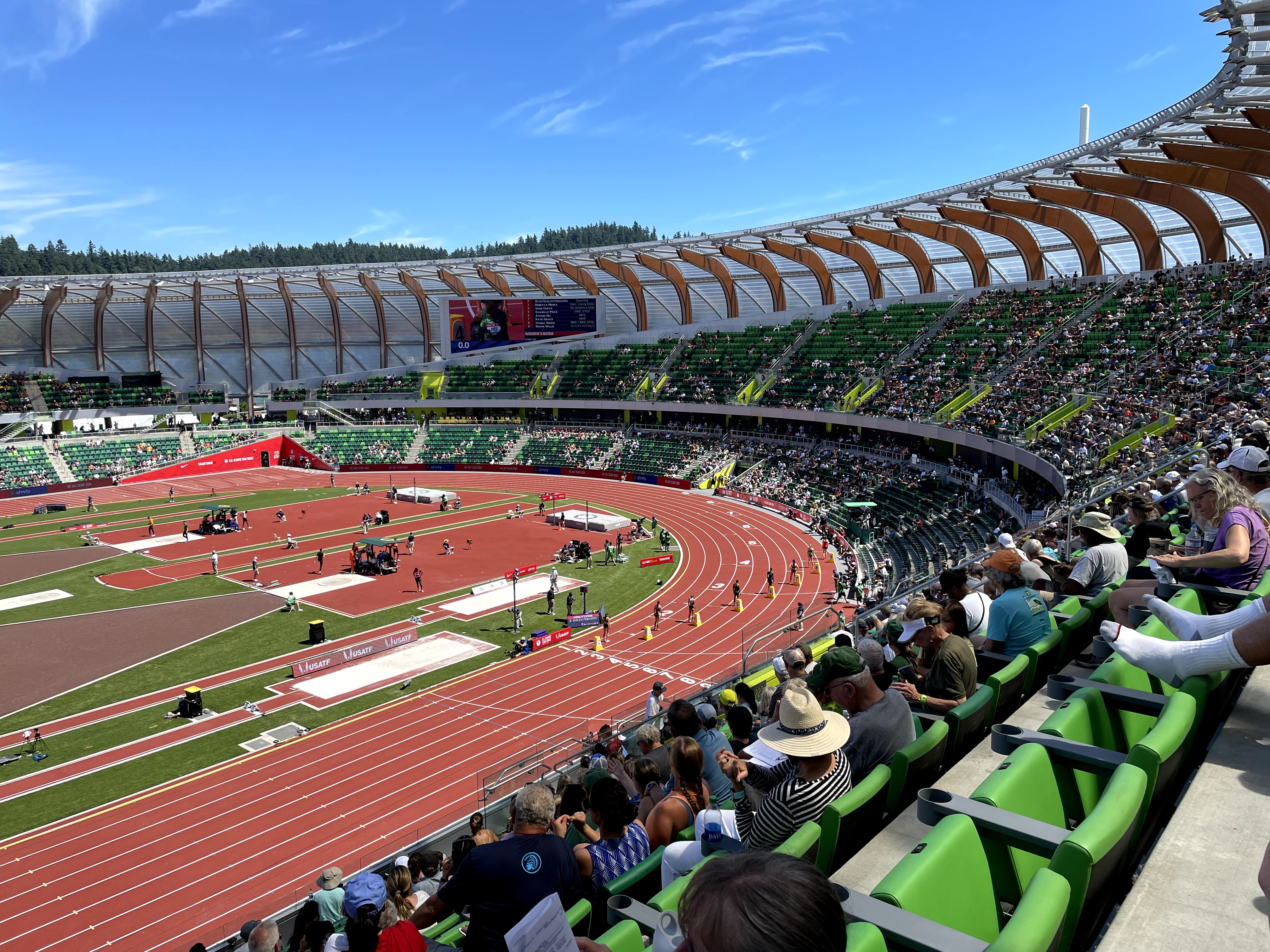
Das Stadion New Hayward Field im Jahr 2021

Der 400-Meter-Hürdenlauf der Frauen bei den Leichtathletik-Weltmeisterschaften 2022 wurde vom 19. bis 22. Juli 2022 im Hayward Field der Stadt Eugene in den Vereinigten Staaten ausgetragen.
Weltmeisterin wurde die US-amerikanische Olympiasiegerin von 2021 und Vizeweltmeisterin von 2019 Sydney McLaughlin, die darüber hinaus mit ihren 4-mal-400-Meter-Staffeln 2021 Olympiagold und 2019 WM-Gold gewonnen hatte. Hier in Eugene war sie zwei Tage später auch wieder Mitglied der US-amerikanischen 4-mal-400-Meter-Goldstaffel.
Silber ging an die niederländische Olympiadritte von 2021 Femke Bol.
Bronze errang die US-amerikanische Titelverteidigerin, Olympiasiegerin von 2016 und Olympiazweite von 2021 Dalilah Muhammad, die bei den Weltmeisterschaften 2013 und 2017 jeweils Silber gewonnen hatte. Außerdem war sie wie Sydney McLaughlin Mitglied der US-Staffeln, die 2019 WM-Gold und 2021 Olympiagold errungen hatten.

## Rekorde

### Bestehende Rekorde
| Weltrekord | 51,41 s | Sydney McLaughlin | US-Meisterschaften Eugene(Oregon), Vereinigte Staaten | 25. Juni 2022   |
| WM-Rekord  | 52,16 s | Dalilah Muhammad  | WM Doha, Katar                                        | 4. Oktober 2019 |

### Rekordverbesserungen
Der bestehende WM-Rekord wurde verbessert. Darüber hinaus gab es einen Weltrekord, einen Kontinentalrekord und zwei Landesrekorde.
- Meisterschaftsrekord:
  - 50,68 s – Sydney McLaughlin (USA), Finale am 22. Juli
- Weltrekord:
  - 50,68 s – Sydney McLaughlin (USA), Finale am 22. Juli
- Kontinentalrekord:
  - 53,69 s (Südamerikarekord) – Gianna Woodruff (Panama), drittes Halbfinale am 20. Juli
- Landesrekorde:
  - 54,60 s – Viivi Lehikoinen (Finnland), zweites Halbfinale am 20. Juli
  - 53,34 s – Ayomide Folorunso (Italien), drittes Halbfinale am 20. Juli

## Vorrunde
19. Juli 2022
Die Vorrunde wurde in fünf Läufen durchgeführt. Die ersten vier Wettbewerberinnen pro Lauf – hellblau unterlegt – sowie die darüber hinaus vier zeitschnellsten Teilnehmerinnen – hellgrün unterlegt – qualifizierten sich für das Halbfinale.

### Vorlauf 1
19. Juli 2022, 17:15 Uhr Ortszeit (20. Juli 2022, 2:15 Uhr MESZ)
| Platz | Name              | Nation      | Zeit (s) |
| ----- | ----------------- | ----------- | -------- |
| 1     | Sydney McLaughlin | USA         | 53,95    |
| 2     | Hanna Ryschykowa  | Ukraine     | 54,93    |
| 3     | Sara Gallego      | Spanien     | 55,09    |
| 4     | Paulien Couckuyt  | Belgien     | 55,42    |
| 5     | Yasmin Giger      | Schweiz     | 55,90 SB |
| 6     | Grace Claxton     | Puerto Rico | 56,40    |
| 7     | Chayenne da Silva | Brasilien   | 59,46    |

### Vorlauf 2

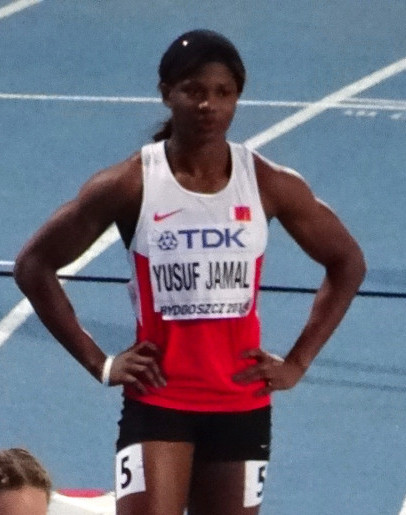
Aminat Jamal – ausgeschieden als Siebte des zweiten Vorlaufs

19. Juli 2022, 17:22 Uhr Ortszeit (20. Juli 2022, 2:22 Uhr MESZ)
| Platz | Name                | Nation                  | Zeit (s) |
| ----- | ------------------- | ----------------------- | -------- |
| 1     | Janieve Russell     | Jamaika                 | 54,52    |
| 2     | Shamier Little      | USA                     | 54,77    |
| 3     | Viivi Lehikoinen    | Finnland                | 54,95    |
| 4     | Wiktorija Tkatschuk | Ukraine                 | 55,27    |
| 5     | Portia Bing         | Neuseeland              | 55,72    |
| 6     | Linda Olivieri      | Italien                 | 56,09    |
| 7     | Aminat Jamal        | Bahrain                 | 56,78 SB |
| 8     | Yanique Haye-Smith  | Turks- und Caicosinseln | 57,99    |

### Vorlauf 3

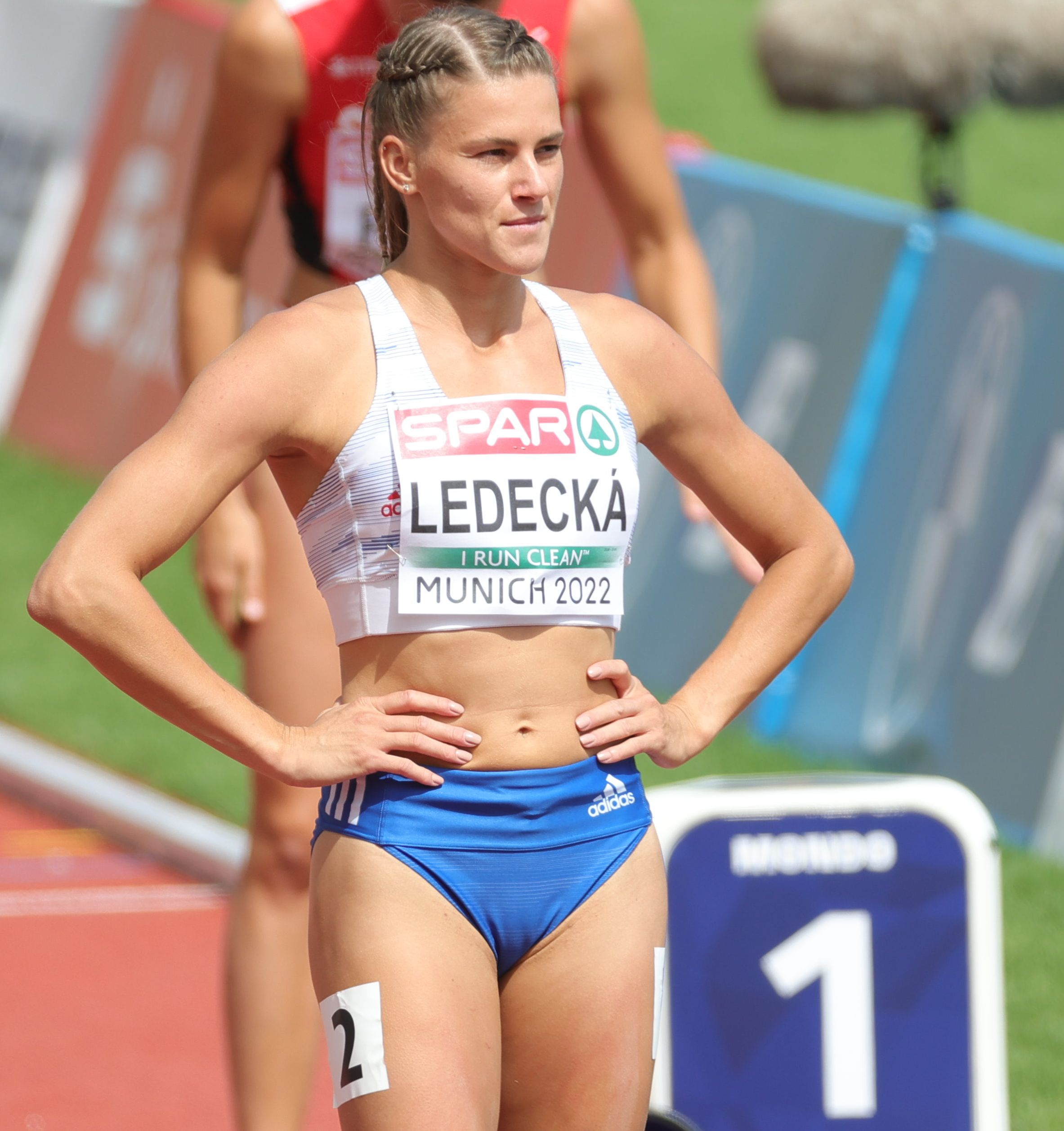
Daniela Ledecká erreichte im dritten Vorlauf nicht das Ziel

19. Juli 2022, 17:29 Uhr Ortszeit (20. Juli 2022, 2:29 Uhr MESZ)
| Platz | Name               | Nation         | Zeit (s) |
| ----- | ------------------ | -------------- | -------- |
| 1     | Femke Bol          | Niederlande    | 53,90    |
| 2     | Zenéy van der Walt | Südafrika      | 55,05    |
| 3     | Gianna Woodruff    | Panama         | 55,21    |
| 4     | Jessie Knight      | Großbritannien | 55,48    |
| 5     | Rebecca Sartori    | Italien        | 55,72    |
| DNF   | Daniela Ledecká    | Slowakei       |          |
| DSQ   | Quách Thị Lan      | Vietnam        | DOP      |

### Vorlauf 4
19. Juli 2022, 17:36 Uhr Ortszeit (20. Juli 2022, 2:36 Uhr MESZ)
| Platz | Name              | Nation              | Zeit (s) |
| ----- | ----------------- | ------------------- | -------- |
| 1     | Dalilah Muhammad  | USA                 | 54,45    |
| 2     | Shiann Salmon     | Jamaika             | 54,91    |
| 3     | Sarah Carli       | Australien          | 55,89    |
| 4     | Melissa González  | Kolumbien           | 56,24    |
| 5     | Kristiina Halonen | Finnland            | 56,68 PB |
| 6     | Mo Jiadie         | Volksrepublik China | 57,01    |
| 7     | Agata Zupin       | Slowenien           | 57,12    |
| 8     | Lina Nielsen      | Großbritannien      | 57,42    |

### Vorlauf 5

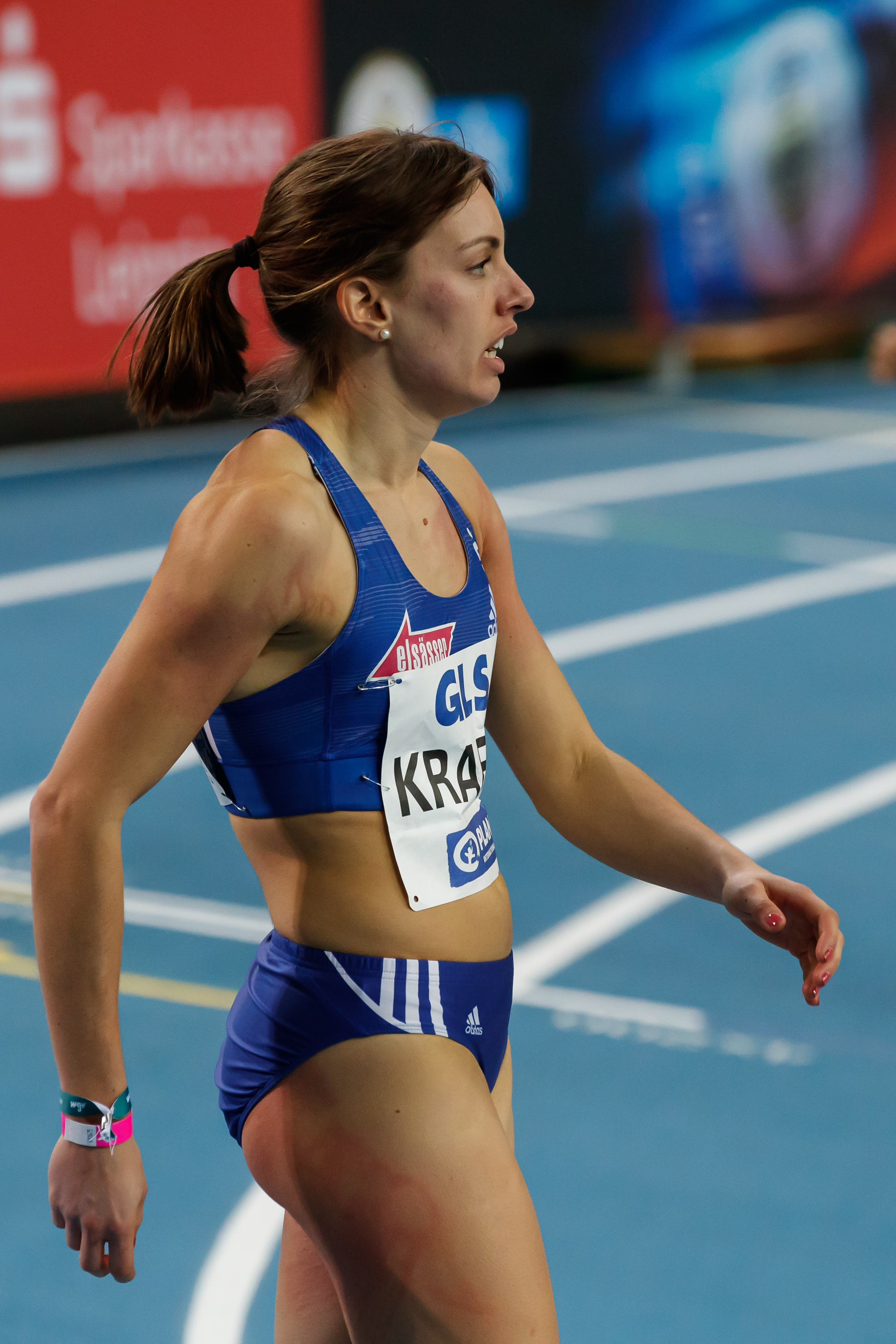
Carolina Krafzik – ausgeschieden als Fünfte des fünften Vorlaufs
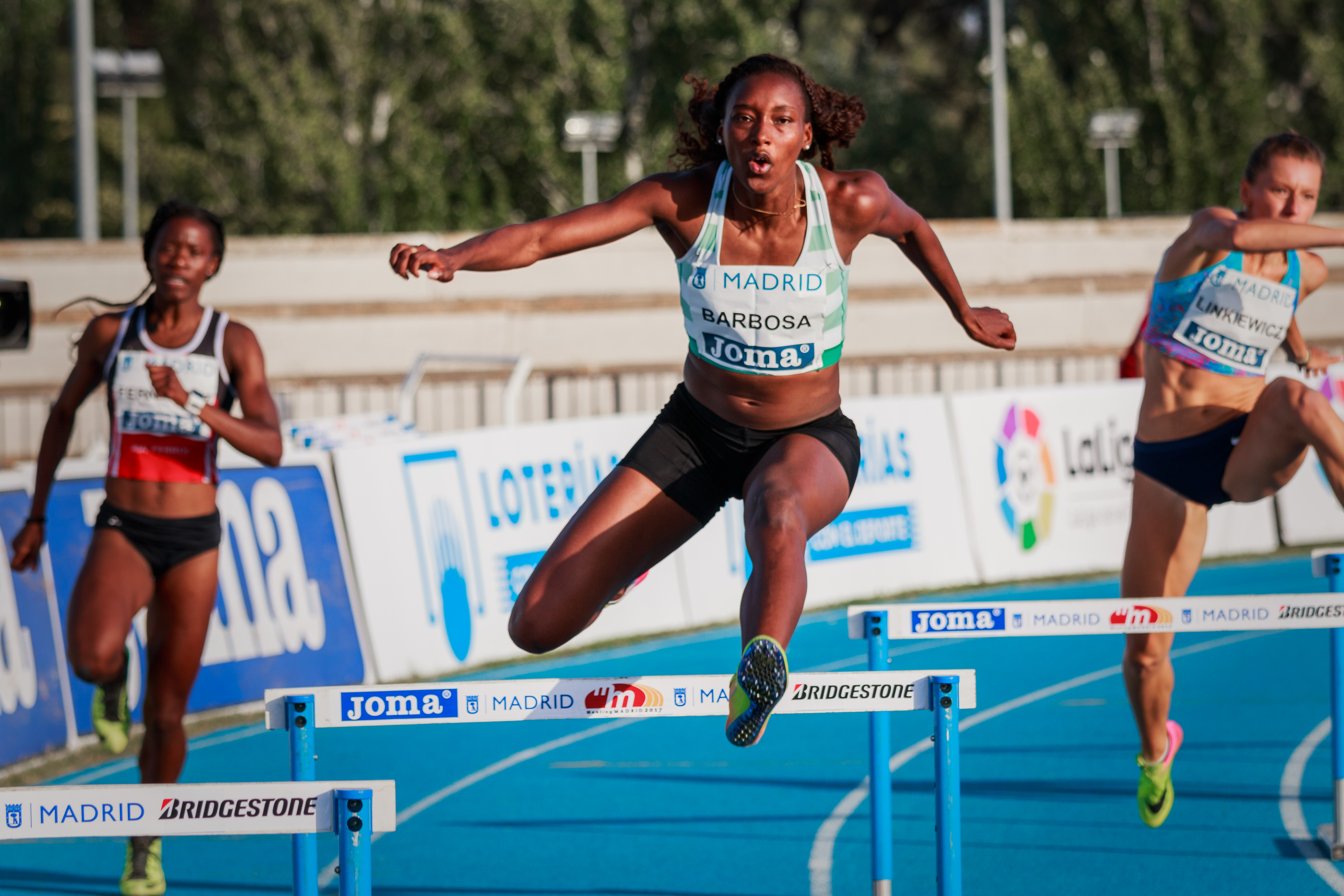
Vera Barbosa (Mitte) – ausgeschieden als Siebte des fünften Vorlaufs

19. Juli 2022, 17:43 Uhr Ortszeit (20. Juli 2022, 2:43 Uhr MESZ)
| Platz | Name              | Nation      | Zeit (s) |
| ----- | ----------------- | ----------- | -------- |
| 1     | Britton Wilson    | USA         | 54,54    |
| 2     | Ayomide Folorunso | Italien     | 54,69    |
| 3     | Amalie Iuel       | Norwegen    | 54,70 PB |
| 4     | Rushell Clayton   | Jamaika     | 54,99    |
| 5     | Carolina Krafzik  | Deutschland | 56,24    |
| 6     | Taylon Bieldt     | Südafrika   | 56,67    |
| 7     | Vera Barbosa      | Portugal    | 56,79    |

## Halbfinale
19. Juli 2022
Aus den drei Halbfinalläufen qualifizierten sich die jeweils ersten beiden Athletinnen – hellblau unterlegt – sowie die darüber hinaus zwei zeitschnellsten Läuferinnen – hellgrün unterlegt – für das Finale.

### Halbfinallauf 1

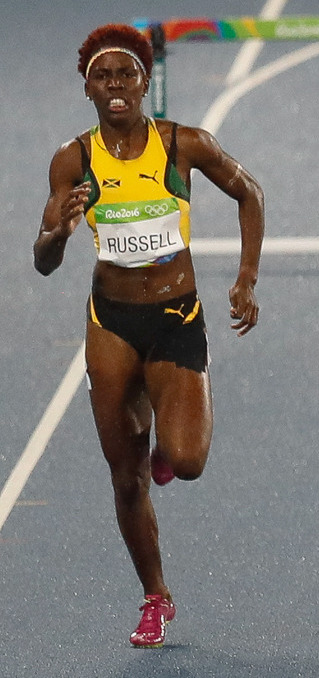
Janieve Russell – ausgeschieden als Dritte des ersten Halbfinals
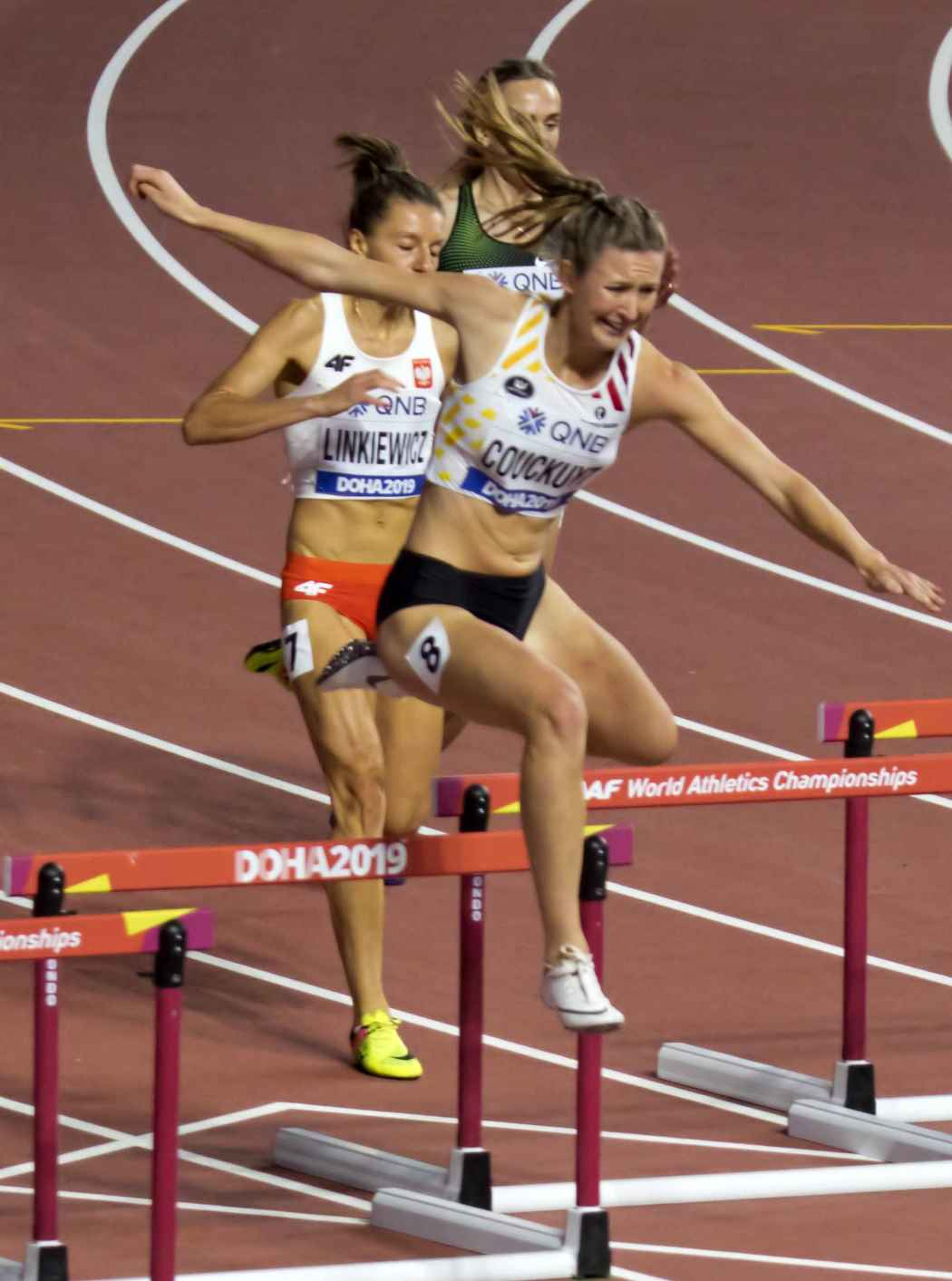
Paulien Couckuyt – ausgeschieden als Fünfte des ersten Halbfinals

20. Juli 2022, 18:15 Uhr Ortszeit (21. Juli 2022, 3:15 Uhr MESZ)
| Platz | Name               | Nation     | Zeit (s) |
| ----- | ------------------ | ---------- | -------- |
| 1     | Dalilah Muhammad   | USA        | 53,28 SB |
| 2     | Hanna Ryschykowa   | Ukraine    | 54,51    |
| 3     | Janieve Russell    | Jamaika    | 54,66    |
| 4     | Zenéy van der Walt | Südafrika  | 54,81 PB |
| 5     | Paulien Couckuyt   | Belgien    | 55,42    |
| 6     | Portia Bing        | Neuseeland | 55,53    |
| 7     | Sarah Carli        | Australien | 55,57 SB |
| 8     | Rebecca Sartori    | Italien    | 55,90    |

### Halbfinallauf 2

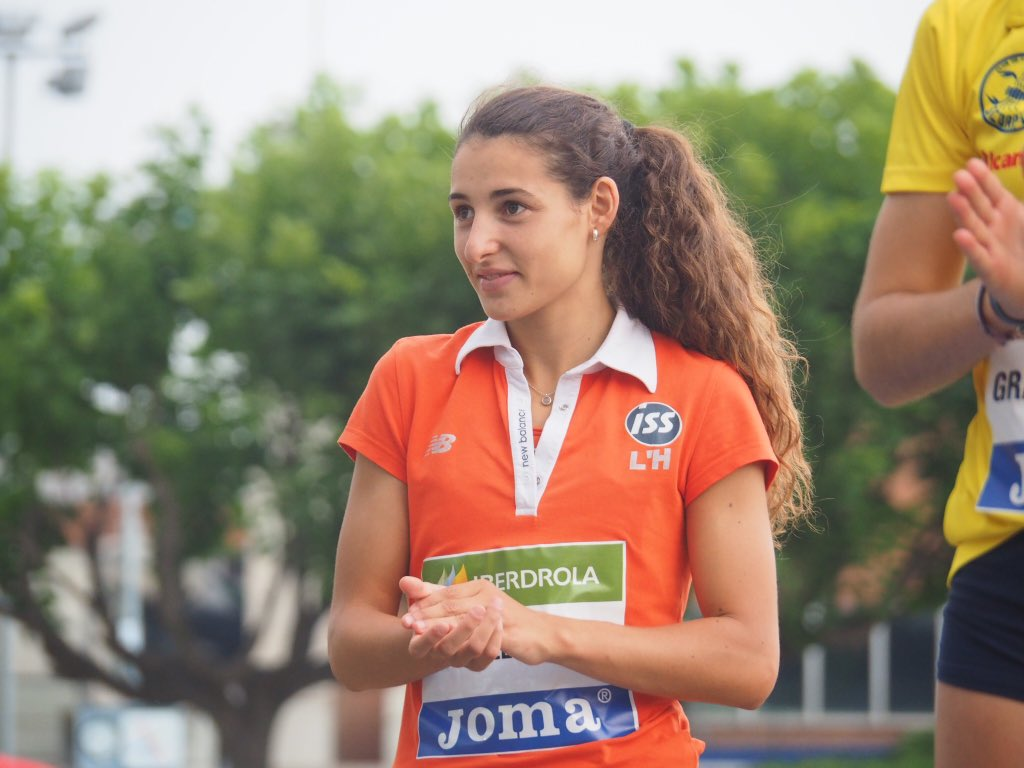
Sara Gallego – ausgeschieden als Fünfte des zweiten Halbfinals
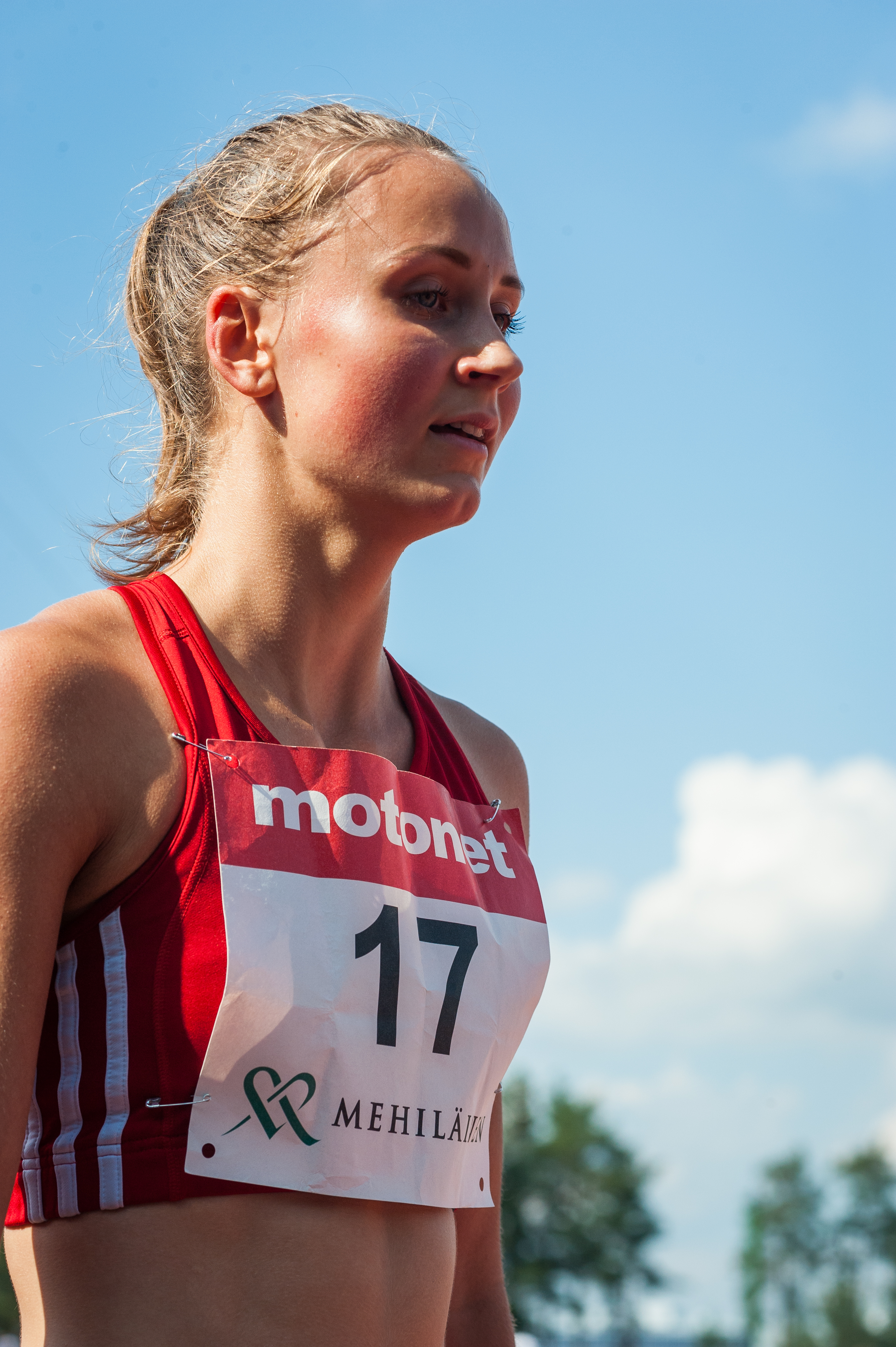
Viivi Lehikoinen – ausgeschieden als Sechste des zweiten Halbfinals
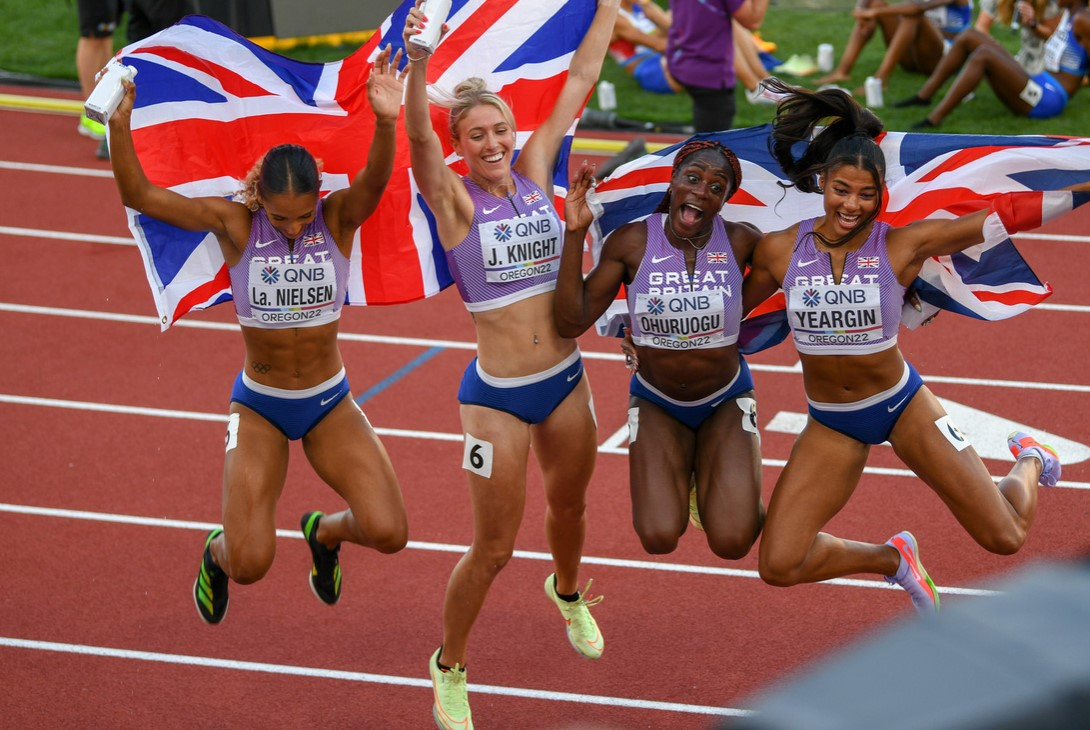
Jessie Knight (Zweite von links) – ausgeschieden als Siebte des zweiten Halbfinals

20. Juli 2022, 18:24 Uhr Ortszeit (21. Juli 2022, 3:24 Uhr MESZ)
| Platz | Name             | Nation         | Zeit (s) |
| ----- | ---------------- | -------------- | -------- |
| 1     | Femke Bol        | Niederlande    | 52,84    |
| 2     | Shamier Little   | USA            | 53,61 SB |
| 3     | Rushell Clayton  | Jamaika        | 53,63 PB |
| 4     | Britton Wilson   | USA            | 53,72    |
| 5     | Sara Gallego     | Spanien        | 54,49    |
| 6     | Viivi Lehikoinen | Finnland       | 54,60 NR |
| 7     | Jessie Knight    | Großbritannien | 55,39    |
| 8     | Linda Olivieri   | Italien        | 56,04    |

### Halbfinallauf 3

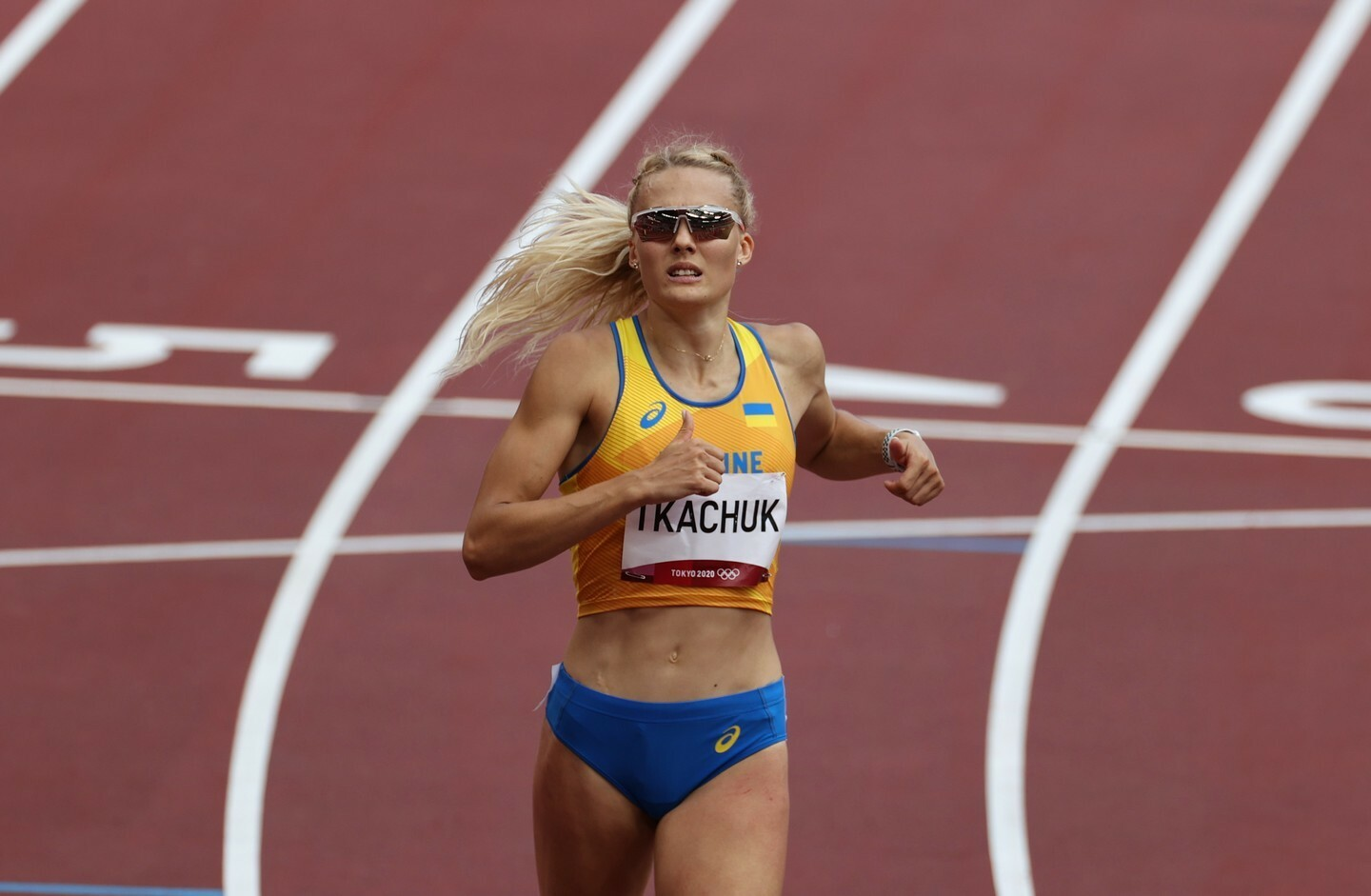
Wiktorija Tkatschuk – ausgeschieden als Vierte des dritten Halbfinals
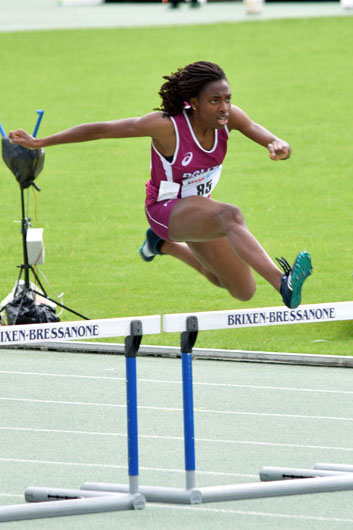
Ayomide Folorunso – ausgeschieden als Fünfte des dritten Halbfinals
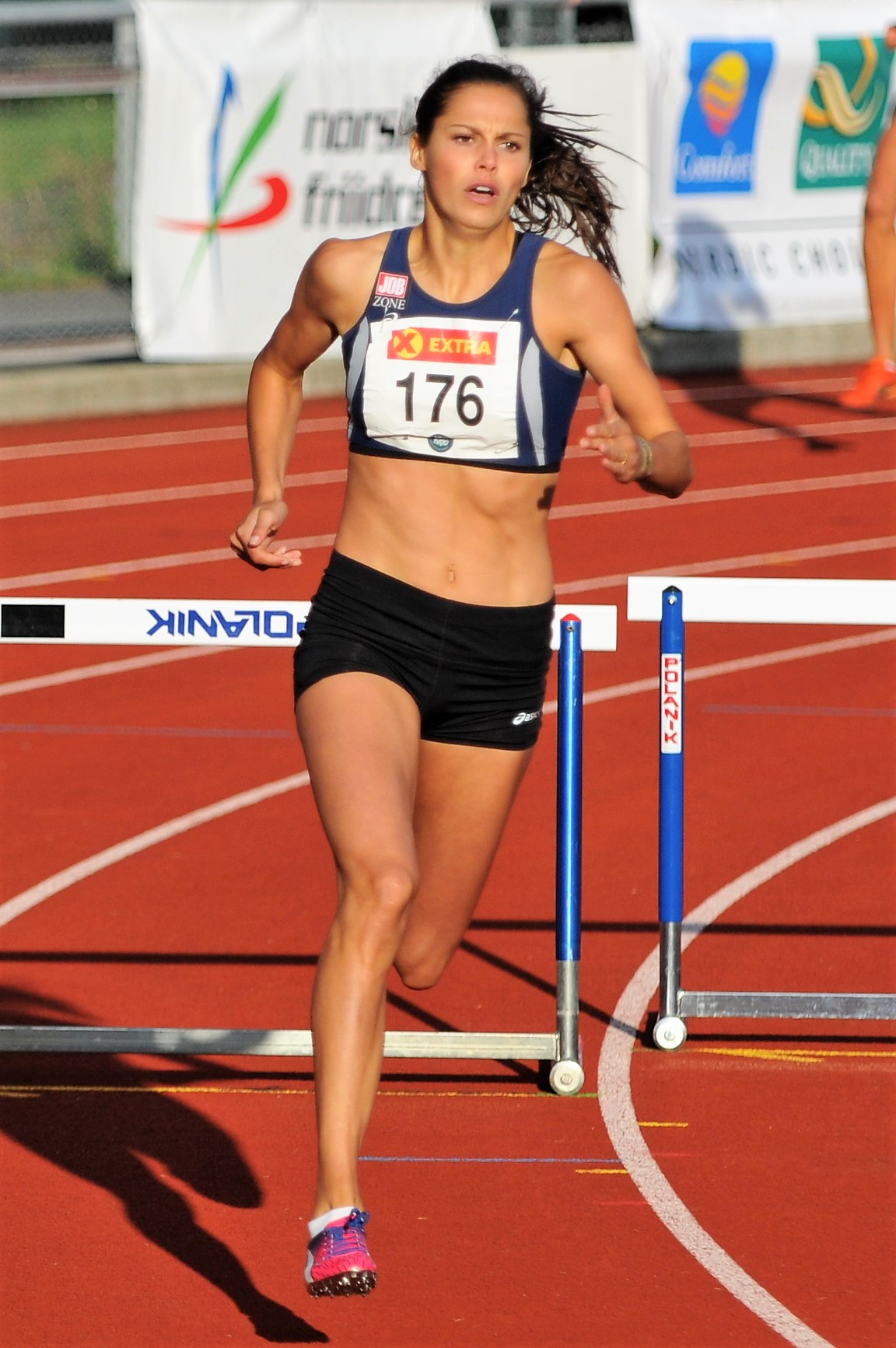
Amalie Iuel – ausgeschieden als Sechste des dritten Halbfinals

20. Juli 2022, 18:33 Uhr Ortszeit (21. Juli 2022, 3:33 Uhr MESZ)
| Platz | Name                | Nation    | Zeit (s) |
| ----- | ------------------- | --------- | -------- |
| 1     | Sydney McLaughlin   | USA       | 52,17    |
| 2     | Gianna Woodruff     | Panama    | 53,69 SR |
| 3     | Shiann Salmon       | Jamaika   | 54,16    |
| 4     | Wiktorija Tkatschuk | Ukraine   | 54,24 SB |
| 5     | Ayomide Folorunso   | Italien   | 53,34 NR |
| 6     | Amalie Iuel         | Norwegen  | 54,81    |
| 7     | Melissa González    | Kolumbien | 55,13    |
| 8     | Yasmin Giger        | Schweiz   | 56,31    |

## Finale

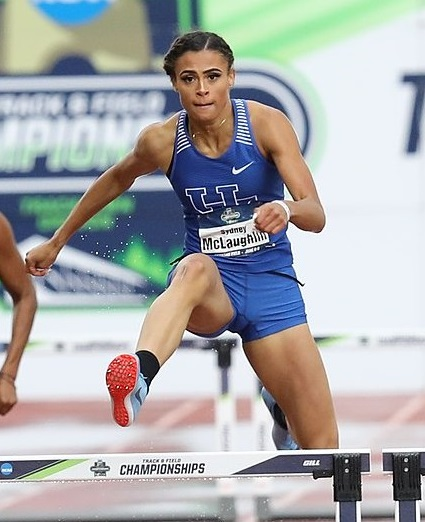
Sydney McLaughlin gewann nach Gold bei Olympia auch WM-Gold

22. Juli 2022, 19:50 Uhr Ortszeit (23. Juli 2022, 4:50 Uhr MESZ)

Wind: −0,1 m/s
| Platz | Name              | Nation      | Zeit (s) |
| ----- | ----------------- | ----------- | -------- |
| 1     | Sydney McLaughlin | USA         | 50,68 WR |
| 2     | Femke Bol         | Niederlande | 52,27 SB |
| 3     | Dalilah Muhammad  | USA         | 53,13 SB |
| 4     | Shamier Little    | USA         | 53,76    |
| 5     | Britton Wilson    | USA         | 54,02    |
| 6     | Rushell Clayton   | Jamaika     | 54,36    |
| 7     | Gianna Woodruff   | Panama      | 54,75    |
| 8     | Hanna Ryschykowa  | Ukraine     | 54,93    |

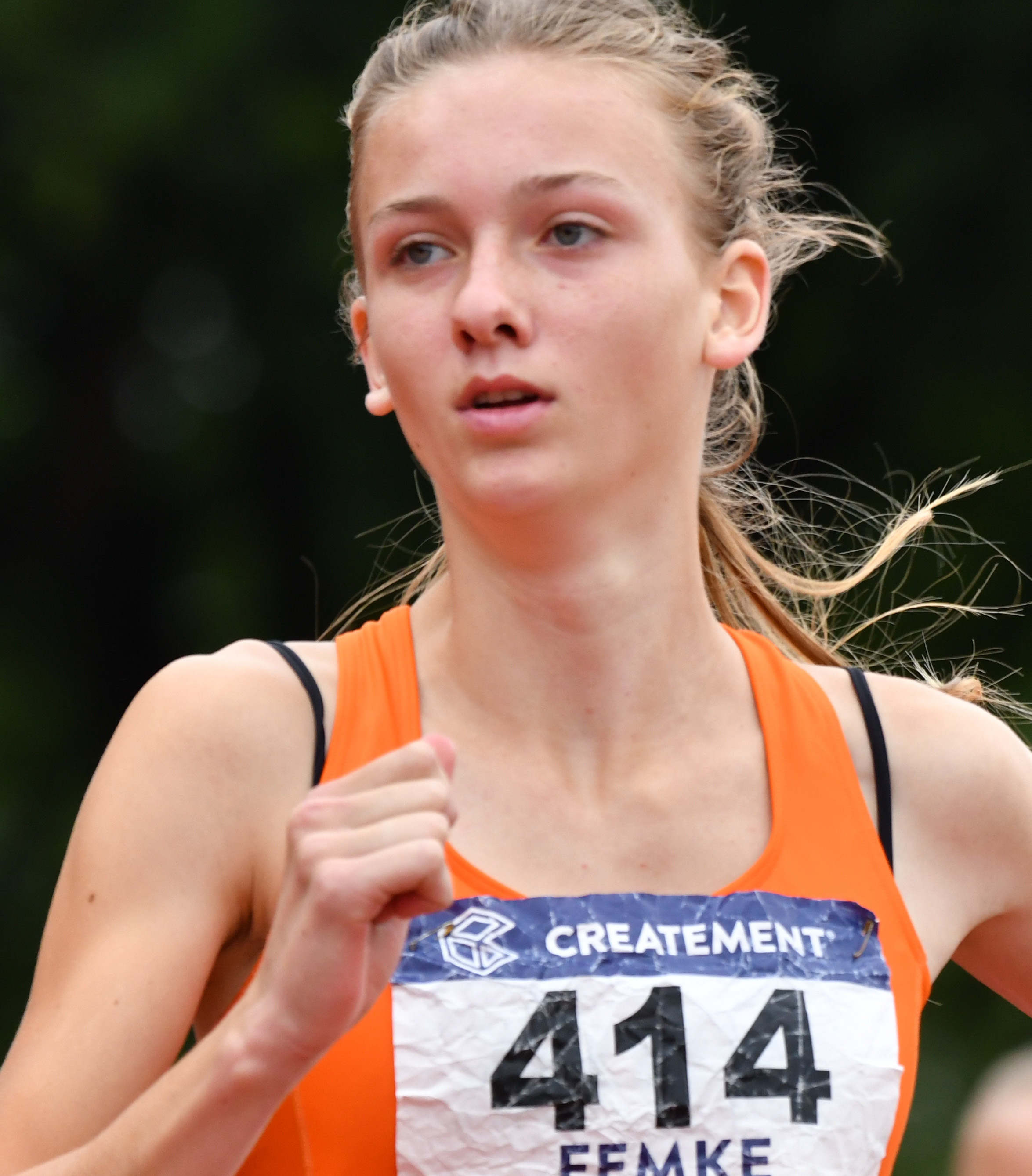
Vizeweltmeisterin Femke Bol
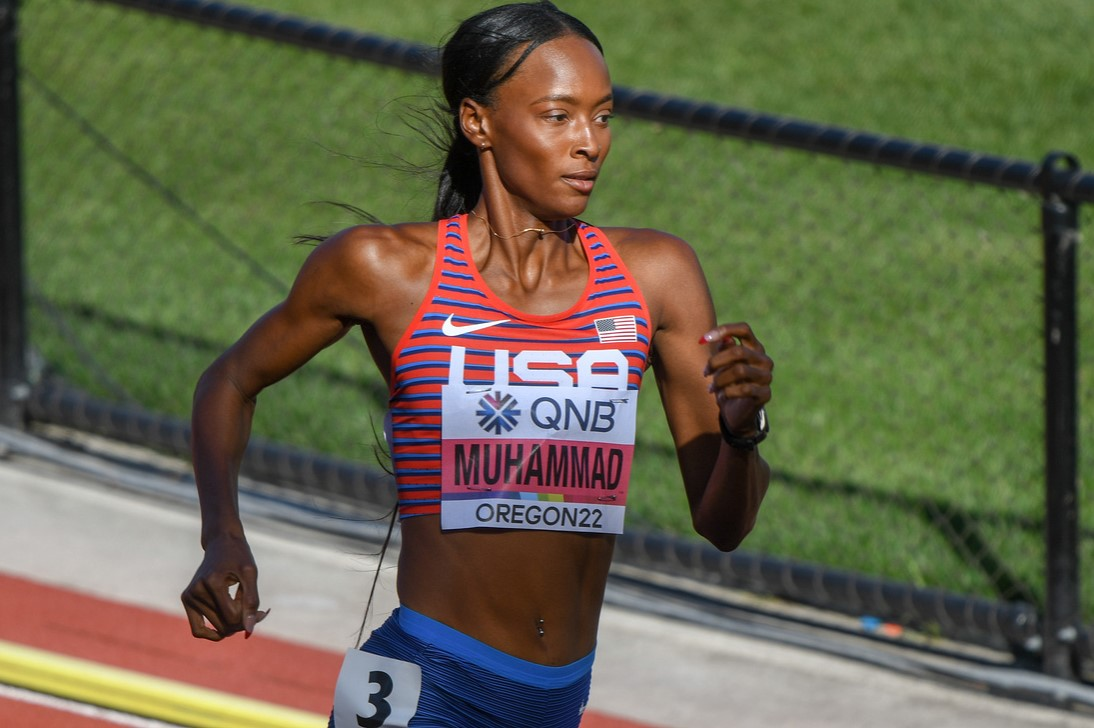
Bronze gab es für schon seit vielen Jahren äußerst erfolgreiche Dalilah Muhammad

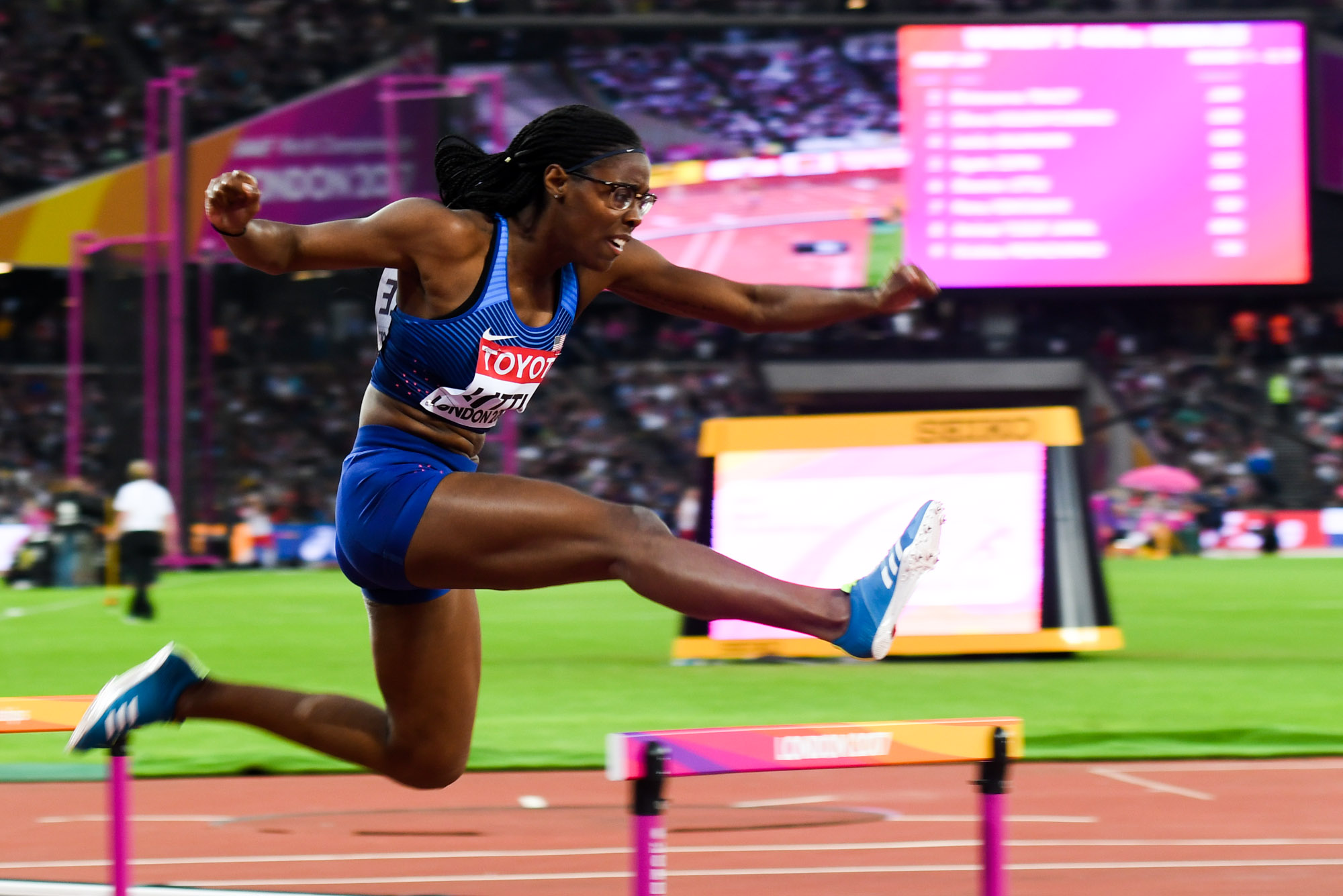
Shamier Little belegte Rang vier
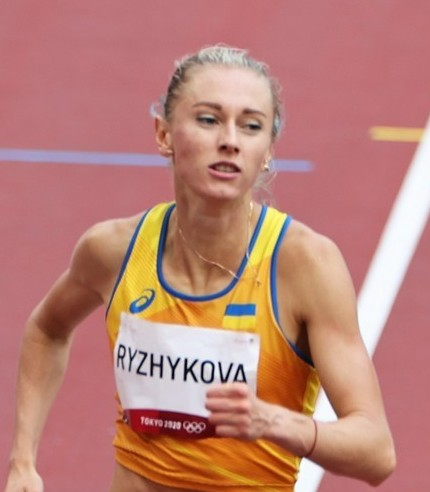
Hanna Ryschykowa kam auf den achten Platz

## Video
- Sydney McLaughlin Drops Another Historic Time In 400 Hurdles, youtube.com, abgerufen am 22. August 2022